# José Duarte Saraiva
José Duarte Saraiva (n. 28 de Outubro de 1945, S. Pedro de Manteigas) é um pensador, intelectual, escritor e pintor de Manteigas, Serra da Estrela. 

## Biografia
Filho de José Lucas Baptista Duarte, autor da primeira antologia sobre Manteigas e Sameiro (editada em 1985) . 
Na sua terra, com os pais e cinco irmãos, Dr. José Duarte Saraiva passou a infância e juventude, tendo estudado no Colégio de N. Sr.a de Fátima onde completou o antigo 5.º ano. Entre os 11 e os 14 anos frequentou o seminário do Fundão. No liceu da Covilhã obteve o diploma do 7.° ano e em 1966 matriculou-se na Faculdade de Direito da Universidade de Lisboa. O cumprimento do serviço militar, entre 1967 e 1970, que incluiu a mobilização como Alferes Miliciano para a "guerra do Ultramar" durante dois anos na então designada Guiné Portuguesa, impediu-o de realizar esse sonho maior da juventude: ser advogado. Licenciou-se em Filosofia pela Faculdade de Letras da Universidade Clássica de Lisboa. Viveu em Lisboa entre 1970 e 2002 e regressou à sua terra natal onde tem dinamizado e marcado de forma indelével a vida cultural do concelho . Membro ativo da ACTIVA - Associação de Artes e Património de Manteigas. Colaborador assíduo do jornal "Notícias de Manteigas", a cuja Cooperativa Jornalística presidiu de 2006 a Maio de 2014.

Em 4 de março de 2024, recebeu a Medalha de Distinção de Mérito do Município de Manteigas, atribuída por unanimidade, "em reconhecimento pela sua dedicação à cultura, com especial destaque para a escrita e a pintura, bem como pela sua pronta disponibilidade em abraçar causas culturais e associativas" .

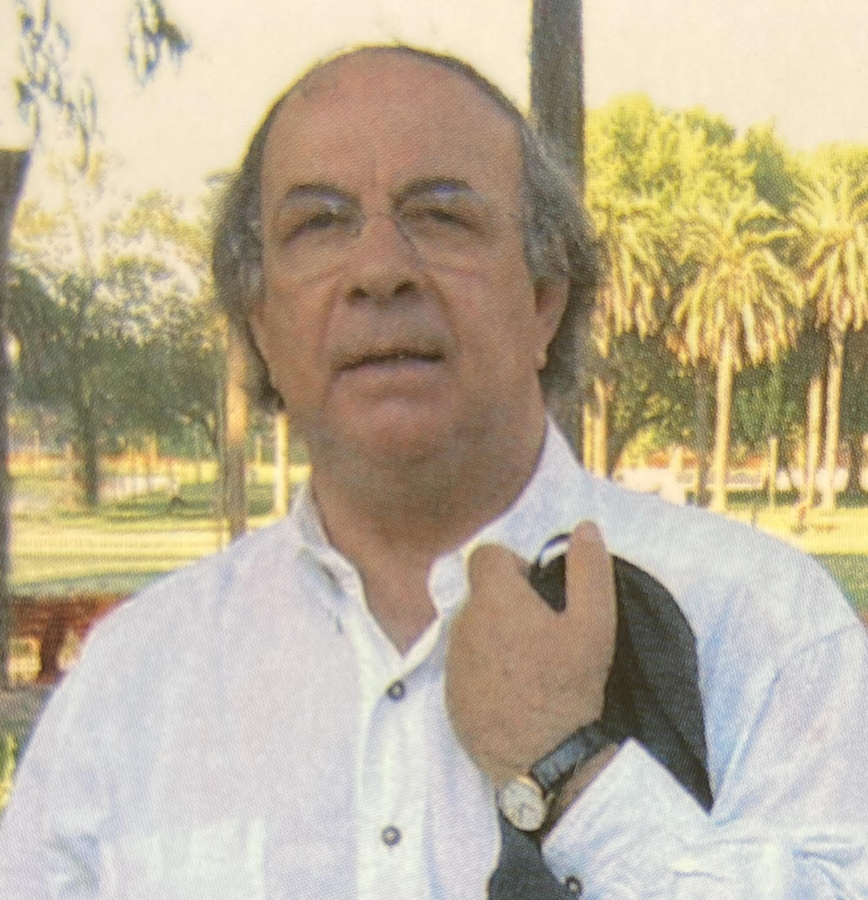
José Duarte Saraiva

José Duarte Saraiva traça o seu auto-retrato para o Livro de Crónicas do semanário "Fórum da Covilhã" (2023, in press) :
"José Duarte Saraiva nasceu em Manteigas no ano de 1945. Na sua terra viveu os anos de infância e de juventude até aos 18 de idade, tendo completado no Colégio de N. Senhora de Fátima o antigo 5º. Ano do Liceu. Estudou depois no Fundão e Covilhã, e ainda em Lisboa, onde chegou a frequentar o curso de Direito que teve de interromper para cumprir o serviço militar iniciado no quartel de Mafra em Janeiro de 1967. Mobilizado, como a maioria dos jovens da sua geração, combateu na então designada Guiné Portuguesa como Alferes Miliciano de Infantaria e regressou à Metrópole em 1970, fixando residência em Lisboa. Licenciado em Filosofia pela Universidade Clássica da capital, trabalhou na TAP durante 31 anos. Em 2001 rescindiu o contrato de trabalho com esta Empresa e actualmente está reformado, tendo decidido regressar em 2004 à sua terra natal, adquirir e ficar a residir desde então até à presente data na casa que foi de seus pais, já falecidos, no Largo do Chafariz (designação popular que o Autor adopta nos seus textos quando se refere ao Largo em que nasceu). É autor de 7 livros (3 de poesia, 2 Diários e 2 de colectâneas de textos publicados no jornal “Notícias de Manteigas”), tendo sido neste jornal, além de colaborador assíduo durante mais de 35 anos, seu Director e Presidente da Cooperativa Jornalística proprietária e editora do mesmo durante 8 anos. Completará (se o Fado o não contrariar) 78 anos de vida em 28 de Outubro de 2023. Preza sentir-se vivo e atento ao Mundo que o rodeia, ou seja, e por contraste, deprecia o conforto sumário de uma indolente, resignada e apática vivência no seu quotidiano. Gosta de reflectir, de pintar e escrever, de sentir a transição do tempo na mudança cromática das estações do ano na sua Serra materna. É um insatisfeito compulsivo num País em que o conformismo ainda é considerado uma virtude digna da sabedoria: a sabedoria que distingue as pessoas ajuizadas, as que não querem incómodos nem problemas, as que recomendam e defendem para este País um enganoso oásis de indiferença, incultura e mediocridade onde medrem o oportunismo, a safadeza, a astúcia dos espertos, a desigualdade indecorosa, a canga sobre os fracos e a mudez dos desvalidos".    

## Obra literária
1. O Real e as Estátuas (1979) - POESIA 
2. Silêncio de Sombras Tatuado (1983) - POESIA 
3. A cratera dos mitos (1987) - POESIA, Colecção "O Sol no tecto 6", Europress Editores 
4. Retratos serranos ( Visual gráfico) / desenhos à pena de Isolino Vaz ; poemas de José Duarte Saraiva. Manteigas : Câmara Municipal, 1990. 
5. Voo no Vazio (1997)
6. Diário

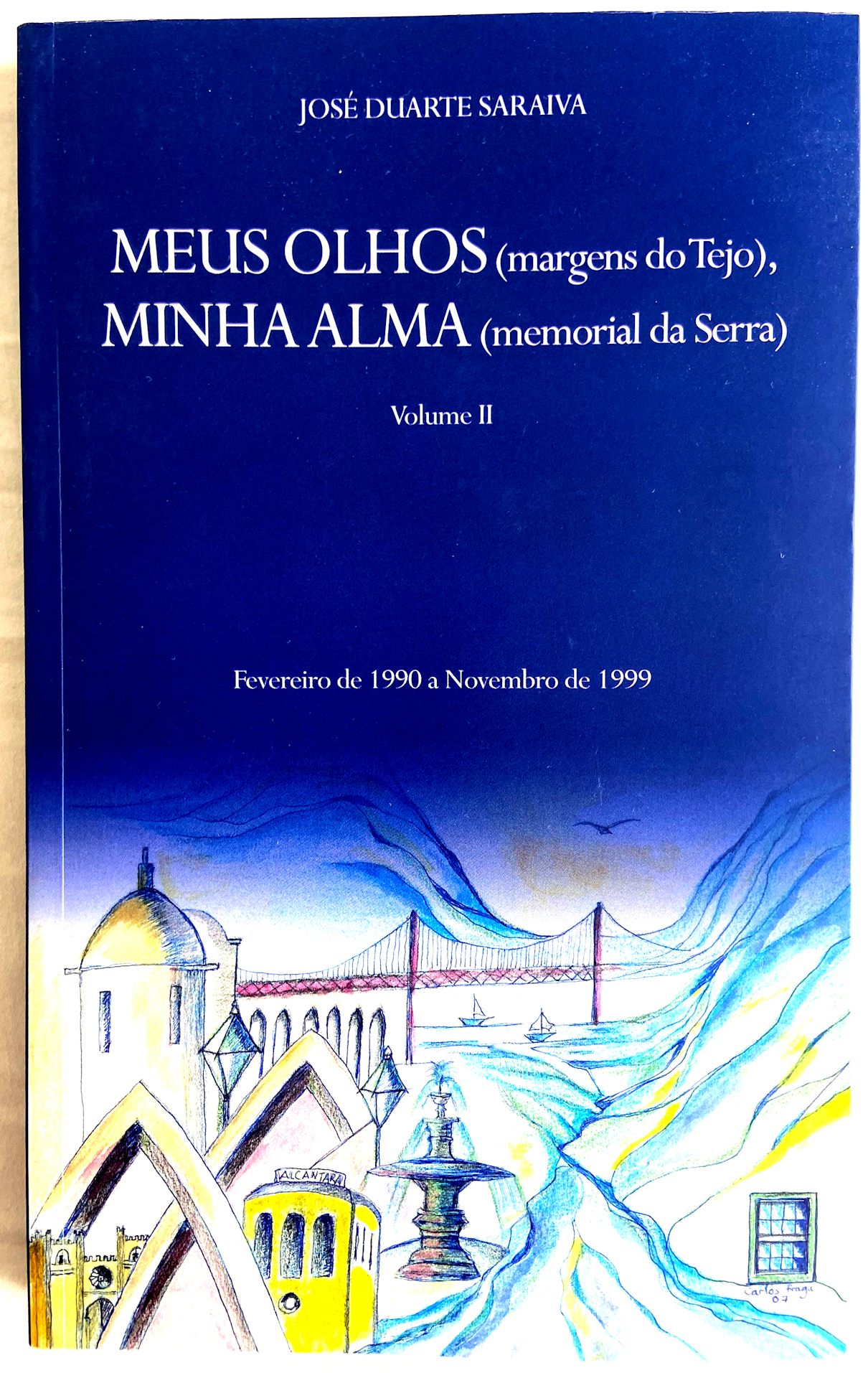
Livro "Meus Olhos, Minha Alma" (2014)

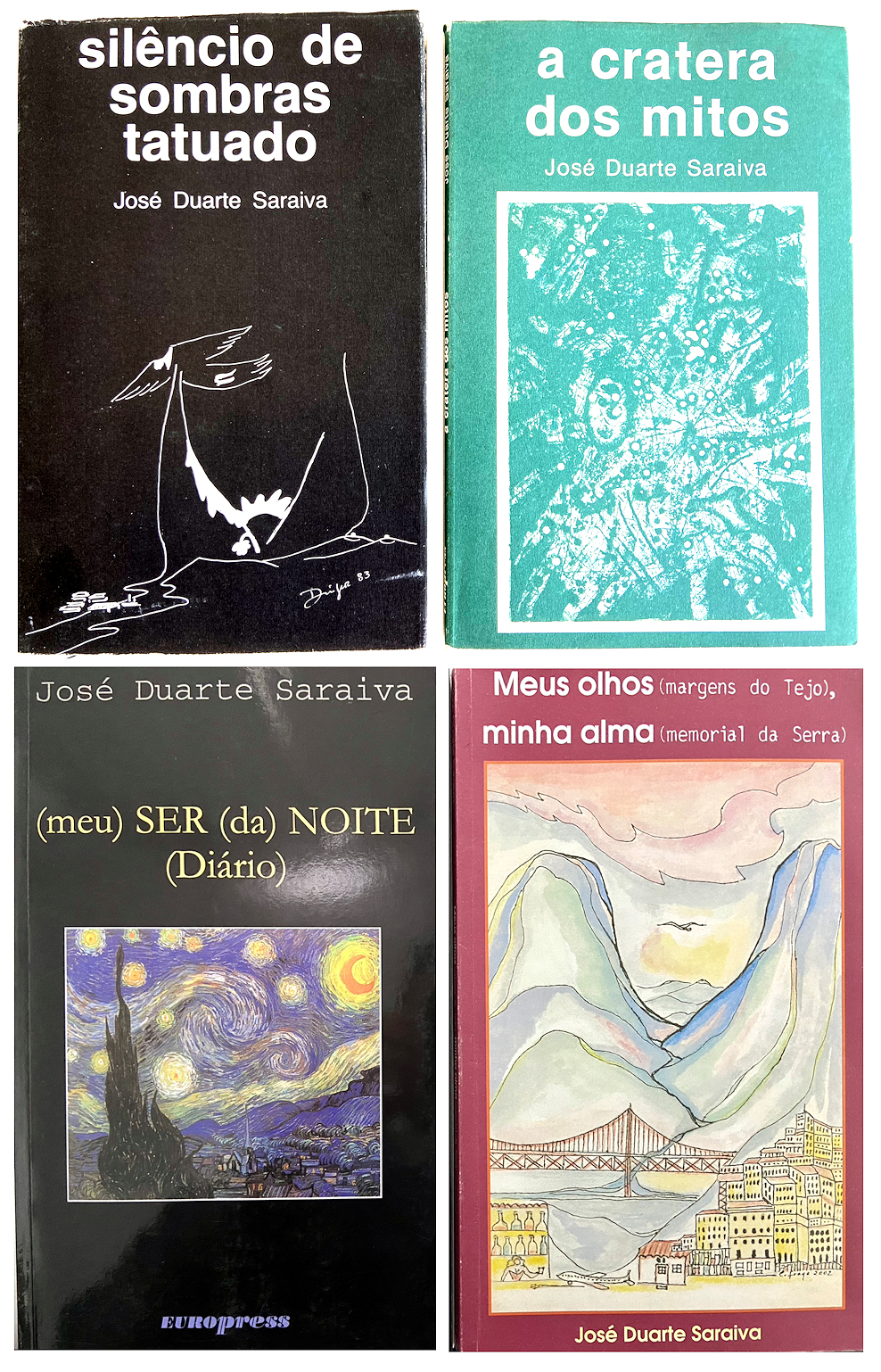
Outras obras literárias de José Duarte Saraiva

(meu) SER (da) NOITE (Diário) (2001) - Diário 
7. Poetas de Manteigas / António Leitão... [et al.] ; coord. Maria Laura Lemos Santos ; rev. José Duarte Saraiva. Manteigas : Activa, 2013. 
8. Meus Olhos (Margens do Tejo), Minha Alma (memorial da Serra), Volume I (2005) 
9. Meus Olhos (Margens do Tejo), Minha Alma (memorial da Serra), Volume II (2014), Edição ACTIVA 
10. Trapézio do Tédio (2024). Diários de 1981-1984. Edição CISMA – Associação Cultural. Covilhã

## Pintura
Dedicou-se também à pintura desde 1985, tendo exposto as suas obras em várias exposições nacionais. Frequentou cursos de gravura e pintura sob a orientação, respectivamente, dos Pintores David de Almeida e Jaime Silva (Palácio dos Coruchéus e Sociedade Nacional de Belas Artes), em 1987 e 1988.
Exposições Colectivas:
- Galeria "Codilivro", Lisboa (1985)
- Galeria "Fonte Nova", Lisboa (1985)
- Exposição de Artes Plásticas de Loures (1985)
- "O Ar e a Água" - Livraria Outubro, Lisboa (1985)
- Centro Cultural da Póvoa de Santo Adrião (1985)
- Galeria "Codilivro", Lisboa (1986)
- Galeria Municipal da Câmara Municipal da Amadora (1986)
- Centro Cívico de Manteigas (1986)
- Galeria "Nova Galiza", Estoril (1987)
- Galeria "Codilivro", Lisboa (1987)
- Centro Comercial das Amoreiras, Lisboa (1987)
- Galeria de São Marcos (Cetária), Azeitão (1988)
- Exposição Colectiva de Artes Plásticas do Clube TAP, Lisboa (1989)
- Exposição de Pintura no "Saddle Room", Lisboa (1989)
- Exposição de Pintura na Sala "New York", Lisboa Penta Hotel (1989)
- Comemorações 44.º Aniversário do Concelho do Entroncamento (1989)
- Hotel Continental, Lisboa (1990)
- Centro Cívico, Manteigas (1990)
- Galeria "Aguarela", Odivelas (1990)
- "Casa da Memória" - Galeria Municipal, Loures (1990)
- III Goldrartes - Exposição colectiva de artistas de Beira Interior, Covilhã, 8 Outubro-28 Novembro 2021
- Exposição colectiva “Góis Oroso Arte”, certame organizado pelas Câmaras Municipais (geminadas) de Góis e Oroso (na Galiza), 7-9 Julho, 2023 Góis/ Setembro, 2023 Oroso [14]

Exposições Individuais:

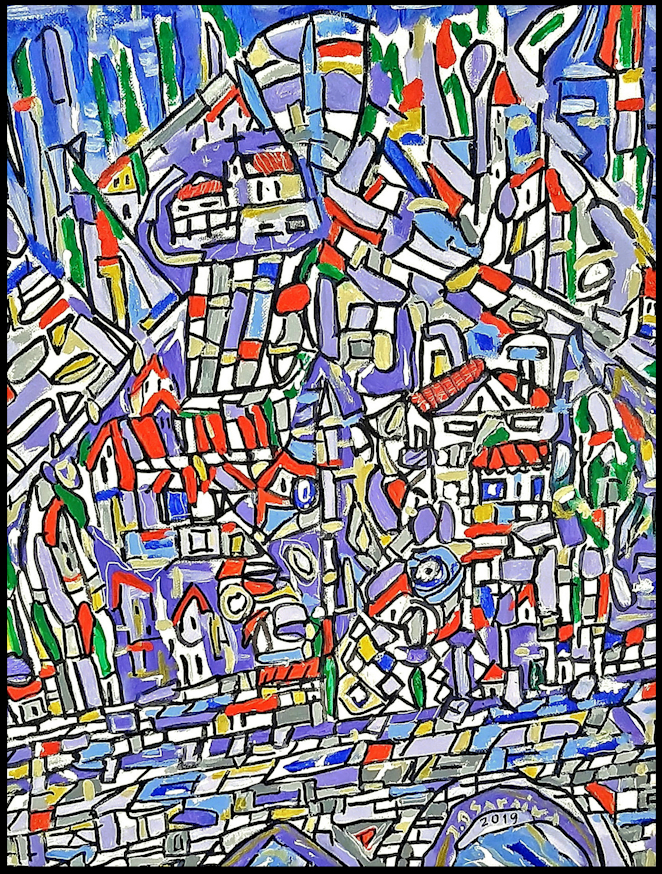
Pintura de José Duarte Saraiva (2019)

- Pintura de José Duarte Saraiva (2019)"Postais de Atlântida" - Galeria "Codilivro",Lisboa (1986)
- " Galeria "Codilivro", Lisboa (1987)
- "Beirute" - Bar Camarim, Lisboa (1986)
- Pousada de São Filipe, Setúbal (1987)
- Hotel das Termas, Manteigas (1987)
- Clube IBM, Lisboa (1987)
- Albergaria Laitau - Espaço Arte, Setúbal (1989)
- “Pandemi[ARTE] em tempos de confinamento” na Galeria António Lopes (Casa dos Magistrados), Covilhã (Julho-Agosto 2021)[15][16].
- Pandemi[ARTE] em Tempos de Confinamento, Sala de Exposições da Câmara Municipal de Manteigas, Manteigas (Abril-Maio 2023)

A pintura de José Duarte Saraiva vista pelo escritor covilhanense Manuel da Silva Ramos (2021): "Depois de muitos anos sem pintar (a sua última exposição data de 1990), José Duarte Saraiva revela-se hoje um pintor diferente de todo o seu percurso artístico anterior em que vigorava um abstraccionismo poético. Curiosamente, desta vez, ele afirma-se como um pintor da arte bruta. Duro, radical, exaustivo. Todos estes quadros feitos durante a pandemia mostram-nos um poderoso exacerbamento pictural e uma obsessiva exaltação da luz. Raramente se vê em Portugal uma pintura destas. Cremos que este caminho de luz e de cruz está ligado ao confinamento, a uma clausura que transporta para um aprisionamento demencial. Não tenhamos medo de o dizer. Muitos artistas sólidos mergulharam na loucura ou no silêncio infecundo, na repetição misteriosa ou obscura, na impossibilidade comunicativa. Os pintores foram os primeiros a ficar reduzidos a cinzas. O nu desapareceu. A paisagem petrificou-se. A abstracção ficou mais abstracta. Tudo mudou. É neste contexto que os pintores da memória tentaram agarrar-se às últimas raízes do abismo para não esquecerem viagens, sonhos, vivências ardentes. É isso que fez JDS, inventando um expressionismo interior próprio que nos seduz pois é uma emergência lírica claríssima que foge de um luto prolongado. Este pintor obsessivo não está ligado a nenhum dogma (daí vem a sua força!) e por isso é mais livre no tempo e no espaço. Nestas suas telas que nos subjugam, nos interrogam, nos inquietam, que irritam as nossas certezas, é que nos compreendemos como uma catarse particular, há elementos recorrentes que vão de quadro em quadro: os relógios da fuga do tempo, os olhos, os vírus malditos, minaretes e naves de catedrais, chusmas de pormenores inauditos, etc, por fim, o verde que é a via verde do sonho transitando para a irrealidade crua. É por isso mesmo que os quadros não têm título porque padecem todos da mesma doença irreal que o pintor tenta colmatar através de um exorcismo transversal de cores abruptas. Toda esta liberdade absoluta deve-se a um parti pris de autodidactismo voluntário que explode e provoca um grande e invulgar choque estético. O mesmo choque estético que nos deram Wolff, que era criado de quinta, Séraphine de Senlis que fazia limpeza de casas, Chaissac que era sapateiro e quinquilheiro, o carteiro Cheval que distribuía correio, todos pintores e artistas da arte bruta. Depois do verdadeiro tsunami destas telas, JDS deixou de pintar. Como já antes fizera durante dezasseis anos. Nesse tempo, ele escolheu ser mais administrativo na TAP que pobre pintor maldito. Parou ele para sempre? Não creio. O bichinho da pintura visitou-o outra vez e ele exige uma retrospectiva da sua obra que espantará muita gente. Esperamos ansiosamente por esse dia e por outro traquejo ou fase em que a sua originalidade nos trespassará com ímpeto. Temos a certeza que o pintor solitário de Manteigas ainda tem muita coisa para nos dar. "O acto da arte, com a extrema tensão que ele implica, a febre alta que o acompanha, pode ele ser algum dia normal?", disse Jean Dubuffet, o pai da arte bruta. JDS parece-nos dizer, com os seus belos quadros de intensidade luminar, que a pintura só pode ser exaustiva e eléctrica.
Manuel da Silva Ramos"